# Diamond (Missouri)
Diamond és una població dels Estats Units a l'estat de Missouri. Segons el cens del 2000 tenia 808 habitants.

## Demografia
Segons el cens del 2000, Diamond tenia 808 habitants, 320 habitatges, i 234 famílies. La densitat de població era de 472,1 habitants per km².
Dels 320 habitatges en un 36,4% hi vivien nens de menys de 18 anys, en un 59,6% hi vivien parelles casades, en un 10,4% dones solteres, i en un 26,6% no eren unitats familiars. En el 25,4% dels habitatges hi vivien persones soles el 14% de les quals corresponia a persones de 65 anys o més que vivien soles. El nombre mitjà de persones vivint en cada habitatge era de 2,54 i el nombre mitjà de persones que vivien en cada família era de 3,02.
Per edats la població es repartia de la següent manera: un 27,8% tenia menys de 18 anys, un 12,4% entre 18 i 24, un 26,6% entre 25 i 44, un 19,6% de 45 a 60 i un 13,8% 65 anys o més.
L'edat mediana era de 33 anys. Per cada 100 dones de 18 o més anys hi havia 87,5 homes.
La renda mediana per habitatge era de 29.000 $ i la renda mediana per família de 34.167 $. Els homes tenien una renda mediana de 25.714 $ mentre que les dones 19.000 $. La renda per capita de la població era de 13.581 $. Entorn del 9,8% de les famílies i l'11,6% de la població estaven per davall del llindar de pobresa.

## Poblacions més properes
El següent diagrama mostra les poblacions més properes.